# Gostinogorka
Gostinogorka (en rus: Гостиногорка) és un poble de la República de Komi, a Rússia, segons el cens del 2010 tenia 74 habitants.